# Hippenscombe
Hippenscombe är en by i civil parish Tidcombe and Fosbury, i distriktet Wiltshire, i grevskapet Wiltshire, i England. Byn är belägen 12 km från Andover. Hippenscombe/Hipperscombe var en civil parish från 1858 till 1894 då den blev en del av Tidcombe and Fosbury. Civil parish hade 35 invånare år 1891.